# Ernst Stein (Politiker, 1906)

Ernst Stein

Ernst Stein (* 26. April 1906 in Bochum; † 17. Januar 1943)  war ein deutscher Politiker (NSDAP) und SA-Führer.

## Leben und Wirken
Nach dem Besuch der Volksschule absolvierte Ernst Stein eine kaufmännische Lehre. Ergänzend dazu besuchte er die Handelsschule in Bochum und verschiedene Fachschulen. Von 1920 bis 1931 war er als kaufmännischer Angestellter in der Industrie tätig. 
1926 trat Stein in die NSDAP und die SA ein. In der SA erreichte er mindestens den Rang eines Standartenführers. 1930 übernahm er Aufgaben als Gauredner. 1931 wurde er Gaubetriebszellenleiter für Westfalen Süd. Außerdem wurde er Reichsfachredner der NSDAP und Amtsleiter der Reichsorganisationsleitung der NSDAP. 
Nach der nationalsozialistischen „Machtergreifung“ wurde Stein zum Stadtverordneten in Bochum und zum Provinzialrat der Provinz Westfalen ernannt. Von 1933 bis 1935 war er Reichsbetriebsgemeinschaftsleiter Bergbau. 1935 wurde er Leiter der Arbeitskammer Westfalen-Lippe und Amtsleiter der Reichsorganisationsleitung.
Vom 12. November 1933 bis zu seinem Tod 1943 saß Stein als Abgeordneter für den Wahlkreis 18 (Westfalen Süd) im nationalsozialistischen Reichstag. 
Stein starb 1943 als Teilnehmer des Zweiten Weltkriegs.